# Athletic Club
Pour les articles homonymes, voir Bilbao (homonymie).
Maillots
Actualités
L'Athletic Club, couramment appelé « Athletic » (ou « Athletic Bilbao »), est un club basque de football, fondé en 1898 et situé à Bilbao. Il a pour spécificité de ne compter dans son effectif que des joueurs nés au Pays basque (communauté autonome du Pays basque, Navarre ou Pays basque français), ou ayant une ascendance basque ou formés dans un club basque.
Le club a une origine anglaise, comme l'illustre le terme « Athletic » présent dans son nom. Il est présidé depuis juin 2023 par Jon Uriarte. L'Athletic Club était résident du stade San Mamés depuis son inauguration en 1913. D'une capacité de 40 299 places, il a été remplacé par le nouveau stade, San Mamés Barria, plus grand, inauguré en 2013.
L'Athletic Club évolue en Primera División (dont il a remporté huit éditions) depuis sa création en 1929. Il est l'un des seuls clubs, avec le Real Madrid et le FC Barcelone, à n'avoir jamais été relégué en deuxième division. Le club a remporté la Coupe d'Espagne à vingt-cinq reprises, et est resté détenteur du record de victoires de 1910 à 2009, année au cours de laquelle il a été dépassé par le FC Barcelone.

## Repères historiques

### Bilbao FC, Athletic Club et Club Vizcaya
Comme dans de nombreux ports d'Europe, Bilbao doit l'apparition du football aux Anglais ; en l'occurrence, à deux groupes distincts : les travailleurs anglais des chantiers navals basques et les étudiants revenant de l'école en Grande-Bretagne.
À la fin du XIXe siècle, Bilbao est un port industriel important, qui attire notamment des travailleurs du nord-est de l'Angleterre, et particulièrement de Southampton. Ces ouvriers fondent au début des années 1890 le Bilbao Football Club. Ils affrontent alors régulièrement des jeunes gens issus de la bourgeoisie basque, ayant découvert le football au Royaume-Uni au cours de leurs études. En 1898, ces derniers fondent l’Athletic Club.
En 1902, les deux clubs de Bilbao créent une équipe unique, dénommée Club Vizcaya, pour participer à la première coupe d'Espagne (la copa del Rey). Ils remportent la compétition en disposant du FC Barcelone en finale. À la même période, des étudiants basques fondent l’Athletic Club de Madrid, nommé en hommage à l'équipe de leur enfance, l’Athletic Club de Bilbao

### Les succès en coupe des premières années
L’Athletic Club est fondé en 1903 par la fusion du Bilbao Football Club et de l'Athletic Club. Le nouveau club remporte de nouveau la coupe d'Espagne en 1903, puis en 1904, à la suite du forfait du Club Español de Madrid. En 1905 et 1906, les Basques s'inclinent en finale face au Real Madrid, avant de fusionner avec l’Union Vizcaino en tant que Club Vizcaya le temps d'une compétition sans plus de succès.
En 1910, deux coupes d'Espagne sont organisées du fait de désaccords entre l'Unión Española de Clubs de Fútbol et la fédération espagnole de football. L’Athetic remporte la coupe organisée par l'UECF.
En 1911, puis entre 1914 et 1916 et enfin en 1921, les Basques remportent de nouveau la compétition. La star de cette équipe est le buteur Rafael Moreno Aranzadi, dont le surnom Pichichi a été repris pour nommer le trophée décerné chaque année au meilleur buteur du championnat d'Espagne.
En 1921, l'entraîneur anglais du Racing Santander Fred Pentland est recruté. Il révolutionne le jeu de l'équipe, en favorisant les passes courtes, et la mène à une nouvelle victoire en coupe en 1923. Il quitte le club en 1927.

### La domination de la Liga

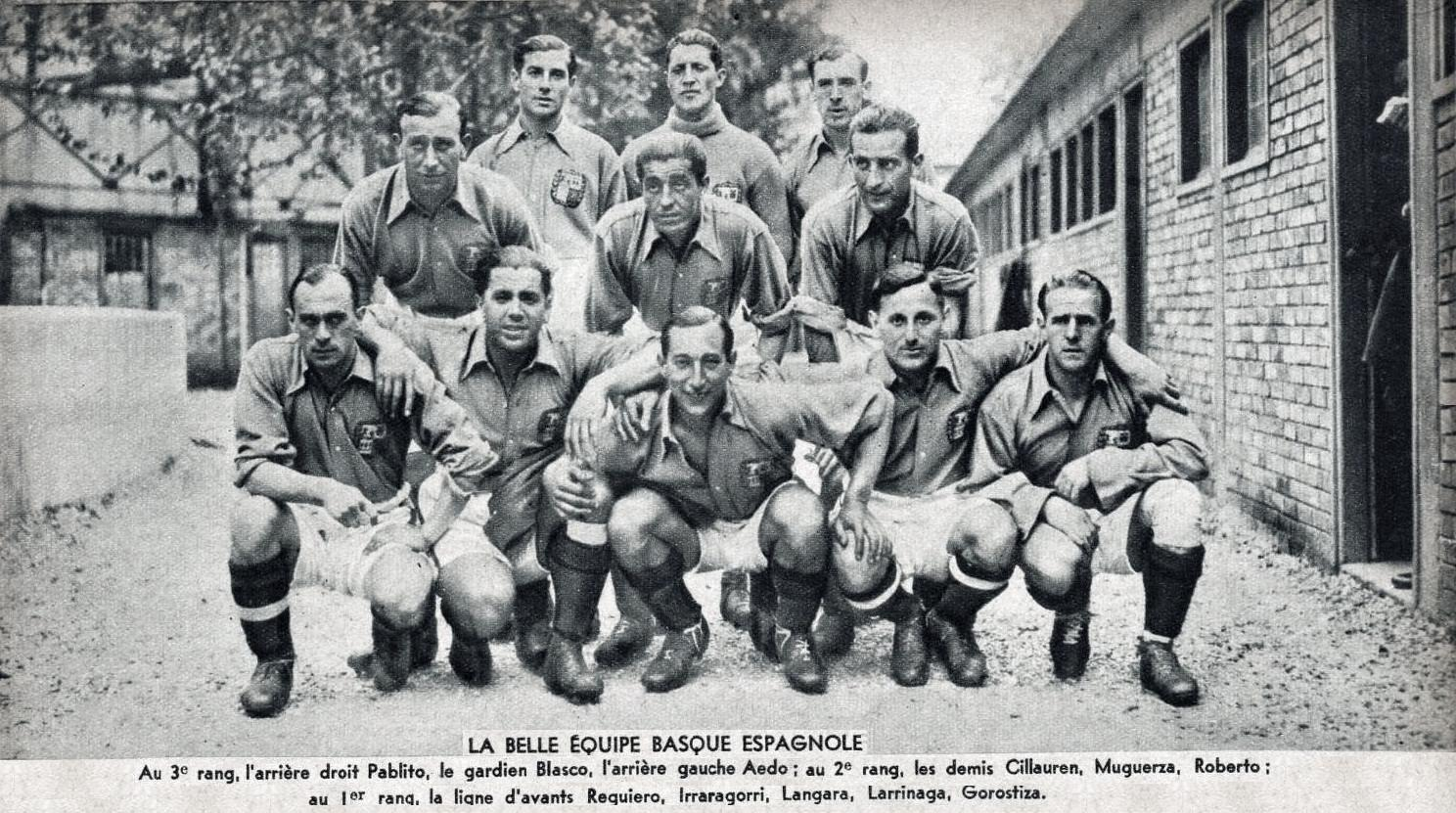
L'Athletic Club, en avril 1937 (déplacement ici à Paris, et champion d'Espagne un an auparavant).

En 1928, le championnat d'Espagne est créé. Il compte dix équipes, dont quatre clubs basques : le Real Unión, l'Arenas Club de Getxo, la Real Sociedad et l'Athletic Club. En 1929, l'entraîneur Pentland est de retour et mène l'Athletic au doublé coupe-championnat en 1930 et 1931. Le club remporte encore la coupe en 1932 et 1933, tout en terminant à la deuxième place en championnat, derrière le Real Madrid.
En 1941, le club devient Atlético Bilbao, en application d'un décret du général Francisco Franco bannissant l'usage d'autres langues que le castillan en Espagne. Sur le terrain, le club réalise en 1943 un nouveau doublé coupe-championnat (son cinquième titre de champion), puis remporte la coupe, devenue Copa del Generalisimo, en 1944 et 1945.
À cette époque, le club aligne une attaque réputée, composée de Telmo Zarraonaindía (auteur de 294 buts en 13 saisons, dont 38 buts lors de la saison 1950-1951, record qui ne sera battu que 60 ans plus tard par l'argentin Lionel Messi et le portugais Cristiano Ronaldo), José Luis Panizo, Rafa Iriondo, Venancio et Agustín Gaínza. Une nouvelle coupe d'Espagne est gagnée en 1950.
En 1954, l'entraîneur slovaque du FC Barcelone Ferdinand Daučík est recruté. Il mène le club à une nouvelle victoire en coupe dès sa première saison, puis à un quatrième doublé coupe-championnat la saison suivante, avant de remporter une nouvelle coupe d'Espagne en 1958. En 1956, l'Atlético découvre la coupe d'Europe, élimine le FC Porto et le Budapest Honvéd de Ferenc Puskás et Sándor Kocsis avant d'être éliminé par Manchester United en quart de finale.

### La politique de laCantera
Alors que les autres grands clubs espagnols font appel à des stars étrangères, parfois naturalisées (Alfredo Di Stéfano, Ferenc Puskás, José Santamaría, Ladislao Kubala), l’Athletic poursuit sa politique sportive basée avant tout sur son centre de formation (ou cantera (en)). Le club s'applique alors la règle des grands-parents, qui lui permet de recruter des descendants de Basques, comme Armando Merodio (en).
Le club basque remporte une vingtième coupe d'Espagne en 1969, puis une nouvelle en 1973, mais n'affiche alors plus la domination d'antan. En décembre 1975, le drapeau basque (Ikurriña) est déployé par les capitaines José Ángel Iribar et Ignacio Kortabarria au centre du terrain avant le match opposant Bilbao à la Real Sociedad, pour ce qui est sa première apparition depuis la mort de Franco quelques jours plus tôt.
En 1977 le club atteint la finale de la coupe UEFA mais s'y incline, à la différence de buts, face à la Juventus. Le club retrouve par la suite son nom original : Athletic Club.

### Les exploits de Javier Clemente
En 1981, le club confie son équipe première à un ancien joueur, devenu entraîneur de la réserve : Javier Clemente. Grâce aux anciens Dani et Andoni Goikoetxea et à la jeune génération des Santiago Urkiaga, Miguel de Andrés, Ismael Urtubi, Estanislao Argote et Andoni Zubizarreta, Clemente permet au club de retrouver pendant plusieurs saisons le haut du tableau, et surtout de remporter le championnat en 1983 et le doublé coupe-championnat en 1984.
C'est le dernier titre de champion du club. Clemente part en 1986, et ses successeurs (José Ángel Iribar, Howard Kendall, Jupp Heynckes et Javier Irureta) ne parviennent pas à réitérer l'exploit.

### L'assouplissement de laCantera
Au cours des années 1990, le club décide d'un certain assouplissement des règles de la cantera. L'Athletic accepte dorénavant des joueurs basques, c'est-à-dire ayant au moins un des deux parents pur basque, à condition qu'ils aient une partie de leurs origines dans la province de Bilbao ainsi que les joueurs (espagnol ou non) formés dans cette région. Cette règle permet ainsi de recruter dans les canteras des autres clubs basques. En 1995 notamment, l'Athletic fait signer le jeune de la Real Sociedad Joseba Etxeberria, ce qui tend considérablement les relations entre les deux clubs.
L'entraîneur français Luis Fernandez est recruté en 1996. Il fait appel à Bixente Lizarazu, premier joueur français à joindre le club, Ismael Urzáiz ou José Mari. En 1998, il mène le club à la deuxième place en championnat et à la Ligue des champions. Rafael Alkorta, Julen Guerrero et Patxi Ferreira brillent au sein de cette équipe.

### Saisons récentes

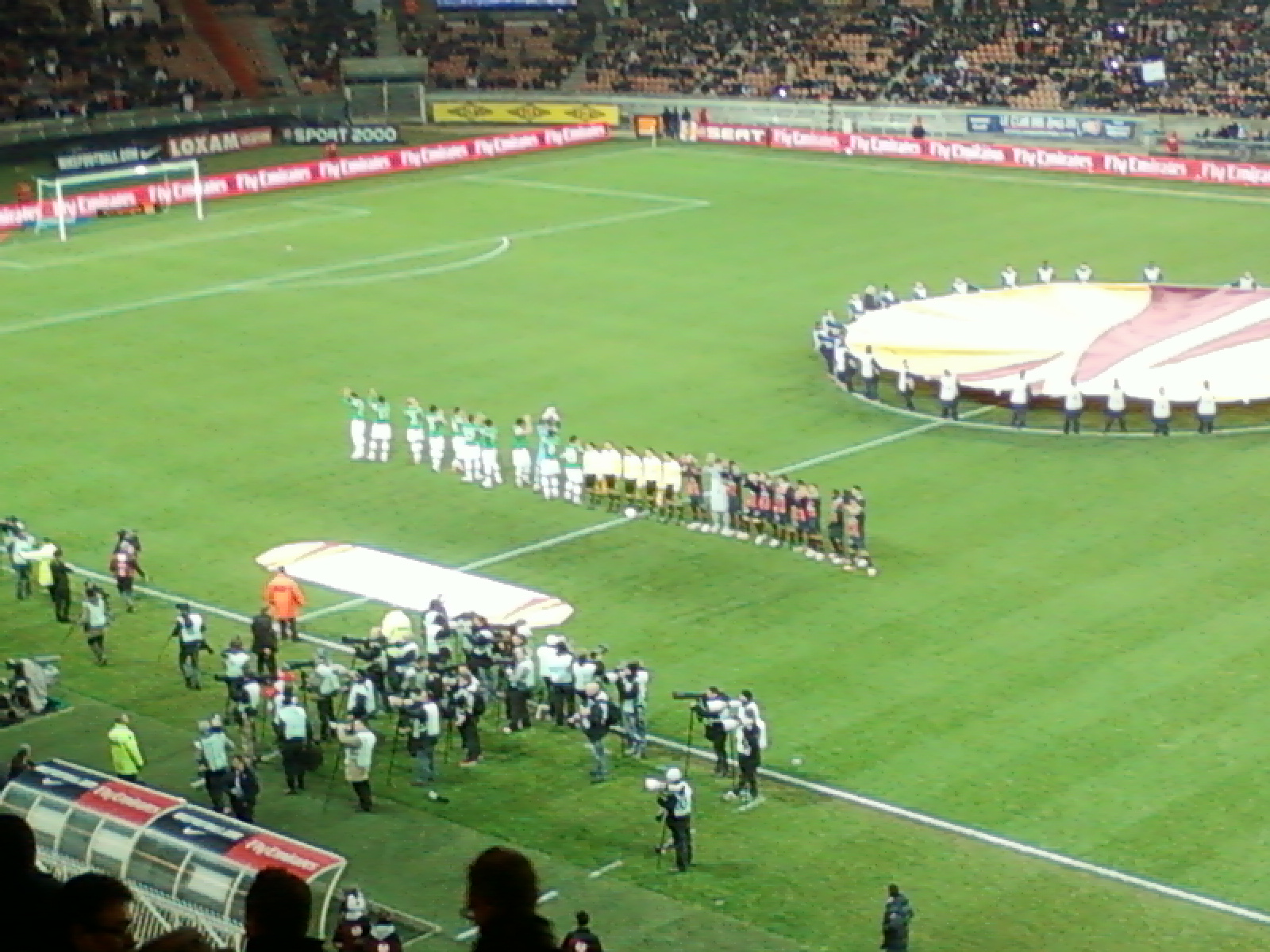
Le club atteint en 2012 la finale de la Ligue Europa (ici l'équipe lors du match de poules contre le Paris SG au Parc des Princes le 14 décembre 2011)

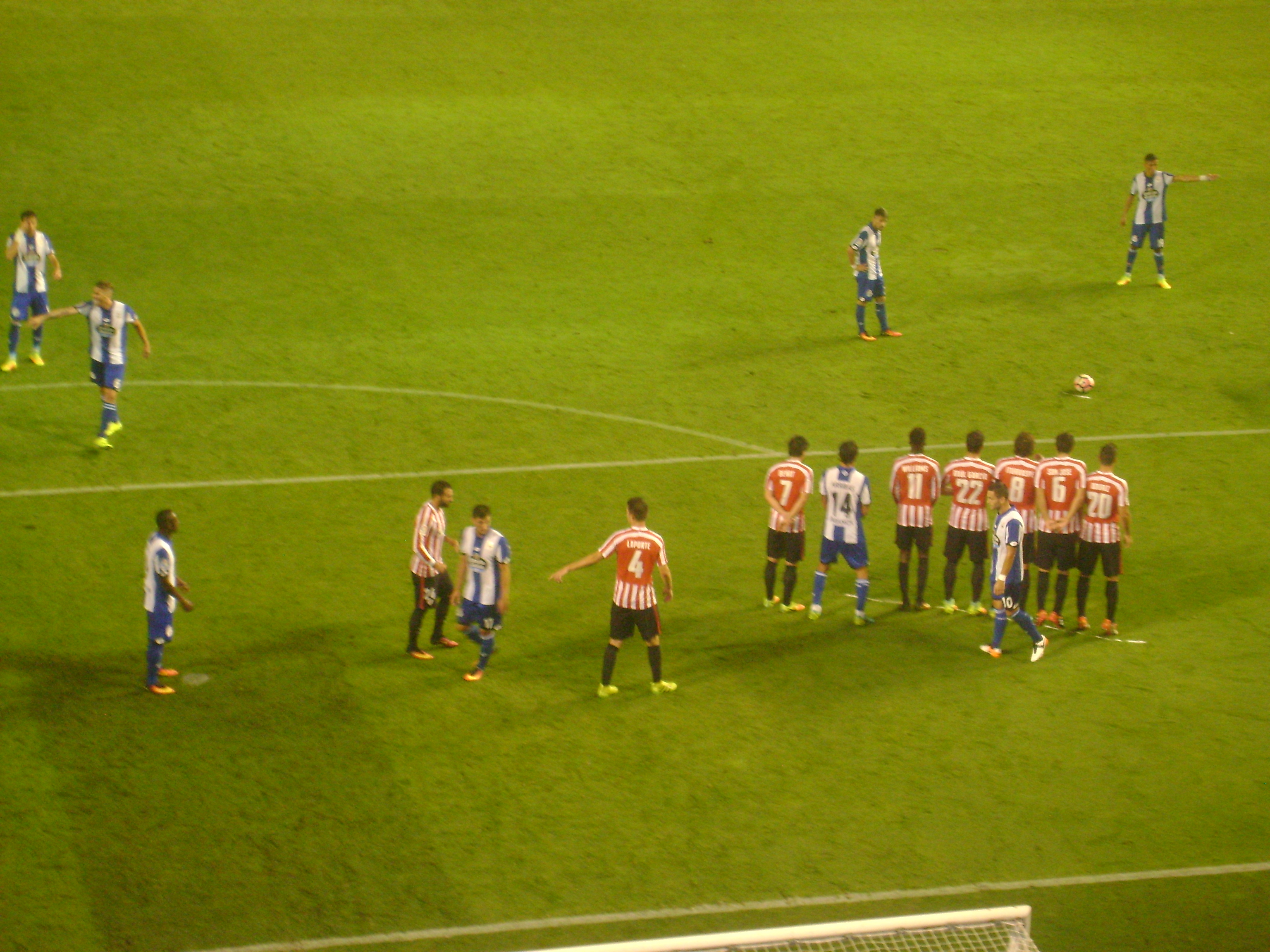
Deportivo de La Coruña vs. Athletic.

Depuis le début des années 2000, l'équipe basque était vouée au milieu de tableau ou à lutter pour son maintien comme lors des saisons 2005-2006 et 2006-2007. Ainsi en 2007, l'Athletic assure sa place en Liga lors de la dernière journée en battant Levante UD 2 à 0 à San Mamés. Malgré les mauvais résultats, les supporters continuent d'appuyer les dirigeants et la politique de recrutement particulière au club. Ainsi, un sondage commandé par le journal El Mundo et paru au cours des années 1990 montre que 76 % des fans du club accepteraient mieux une relégation de leur équipe plutôt que de voir des joueurs « étrangers au Pays basque » porter le maillot rouge et blanc.
Depuis l'arrivée de Joaquín Caparrós (en 2007) puis de Marcelo Bielsa (en 2011) au poste d'entraîneur, l'Athletic a haussé son niveau de jeu et fait partie des concurrents réguliers à la Ligue Europa, tant grâce à la Coupe du Roi (finale contre le FC Barcelone durant les saisons 2008-2009, 2011-2012 et 2014-2015) que par son classement dans la Liga BBVA espagnole (6e ex æquo avec le FC Séville et l'Atlético Madrid en 2010-2011) et renoue avec la partie haute du tableau grâce à une nouvelle génération très prometteuse de joueurs issus de la Cantera et une tactique plus offensive que celle voulue par les précédents entraîneurs.
Ces dernières années, l'Athletic a intégré dans son effectif le premier joueur non-blanc de son histoire, Jonás Ramalho. Né à Barakaldo, dans la banlieue de Bilbao, ce joueur de père angolais a fait ses classes au centre de formation, et devient, à l'âge de 14 ans et 8 mois, le joueur le plus jeune à porter le maillot de l'équipe première du club basque lors d'un match amical contre la SD Amorebieta. Puis un autre joueur non-blanc intègre l'équipe première, Iñaki Williams, joueur d'origine ghanéenne né au Pays basque. Il deviendra même le premier joueur noir à marquer dans un match officiel face au Torino FC en février 2015 lors des 16es de finale aller de la Ligue Europa. Lors de la saison 2011-2012 de la Ligue Europa, les Rojiblancos réussissent à accéder en finale après avoir éliminé Manchester United 3-2 à l'aller et 2-1 au retour, Schalke 04 et le Sporting Portugal, mais ils perdront la finale 3-0 face à l'Atlético de Madrid de Radamel Falcao.
Le 4 mars 2020, à l'issue d'une défaite 2-1 contre le Granada CF en demi-finale retour de Coupe du Roi, l'Athletic atteint la finale grâce à sa victoire 1-0 lors de l'aller à San Mamés, le 12 février, en raison de leur but à l'extérieur lors du retour, qui prime dans la double confrontation. À Séville, où l'ultime match du tournoi s'est déroulé, les Leones retrouvent leur rival de la Real Sociedad, pour une rencontre historique et inédite à ce stade de la compétition. Ils finissent par s'incliner au bout de 90 minutes de suspense, par 1 à 0.
Le 6 avril 2024, l'Athletic Club remporte la Coupe du Roi aux tirs au but (1-1 a.p., 4-2 aux t.a.b.) contre le RCD Majorque. Cela faisait 40 ans que le club n'avait pas remporté ce trophée.
Le 15 mai 2025, après sa victoire 2-0 contre le Getafe CF au Coliseum Alfonso Pérez, l'Athletic retrouve la Ligue des champions après onze ans d'absence.

## Résultats sportifs et palmarès

### Palmarès
| Compétitions nationales | Compétitions internationales                                                                               |
| - Championnat d'Espagne (8) : - Champion : 1930, 1931, 1934, 1936, 1943, 1956, 1983 et 1984. - Vice-champion : 1932, 1933, 1941, 1947, 1952, 1970 et 1998. - Troisième : 1929, 1940, 1946, 1955, 1959, 1960, 1977, 1978, 1985 et 1986. - Coupe d'Espagne (24) : - Vainqueur : 1903, 1904, 1910, 1911, 1914, 1915, 1916, 1921, 1923, 1930, 1931, 1932, 1933, 1943, 1944, 1945, 1950, 1955, 1956, 1958, 1969, 1973, 1984 et 2024. - Finaliste : 1905, 1906, 1913, 1920, 1942, 1949, 1953, 1966, 1967, 1977, 1985, 2009, 2012, 2015, 2020 et 2021. - Supercoupe d'Espagne (3) : - Vainqueur : 1984, 2015 et 2021. - Finaliste : 1983, 2009 et 2022. | - Coupe UEFA & Ligue Europa : - Finaliste : 1977 et 2012. - Coupe Latine de football : - Finaliste : 1956. |
| Anciennes compétitions nationales | - Coupe UEFA & Ligue Europa : - Finaliste : 1977 et 2012. - Coupe Latine de football : - Finaliste : 1956. |
| Coupe Eva Duarte (1) : - Vainqueur : 1950. | - Coupe UEFA & Ligue Europa : - Finaliste : 1977 et 2012. - Coupe Latine de football : - Finaliste : 1956. |
| Compétitions régionales | - Coupe UEFA & Ligue Europa : - Finaliste : 1977 et 2012. - Coupe Latine de football : - Finaliste : 1956. |
| - Championnat du Nord (18) : - Vainqueur : 1913-14, 1914-15, 1915-16, 1919-20, 1920-21, 1922-23, 1923-24, 1925-26, 1926-27, 1927-28, 1928-29, 1930-31, 1931-32, 1932-33, 1933-34, 1934-35, 1938-39, 1939-40. - Coupe basque (1) : - Vainqueur : 1934-35. | - Coupe UEFA & Ligue Europa : - Finaliste : 1977 et 2012. - Coupe Latine de football : - Finaliste : 1956. |

### Bilan
- Saisons au sein du Championnat d'Espagne de football : 93 (toutes)
- Plus large victoire obtenue dans la ligue à domicile : Athletic Club 12 - FC Barcelone 1 (1930-1931)
- Plus large victoire obtenue dans la ligue à l'extérieur : Osasuna 1 - Athletic Club 8 (1958-1959)
- Plus large victoire dans la compétition européenne atteinte : Standard Liège 1 - Athletic Club 7 (2004-2005)
- Plus de buts en une saison : 88 buts en 30 matches (1950-51).
- Participations à la Ligue des champions : 6 (1956-1957, 1983-1984, 1984-1985, 1998-1999, 2014-2015, 2025-2026)
- Participations à la Ligue Europa : 19 (1971-1972, 1976-1977, 1977-1978, 1978-1979, 1982-1983, 1985-1986, 1986-1987, 1988-1989, 1994-1995, 1997-1998, 2004-2005, 2009-2010, 2011-2012, 2012-2013, 2014-2015, 2015-2016, 2016-2017, 2017-2018, 2024-2025)
- Participations à d'autres compétitions européennes : 8.

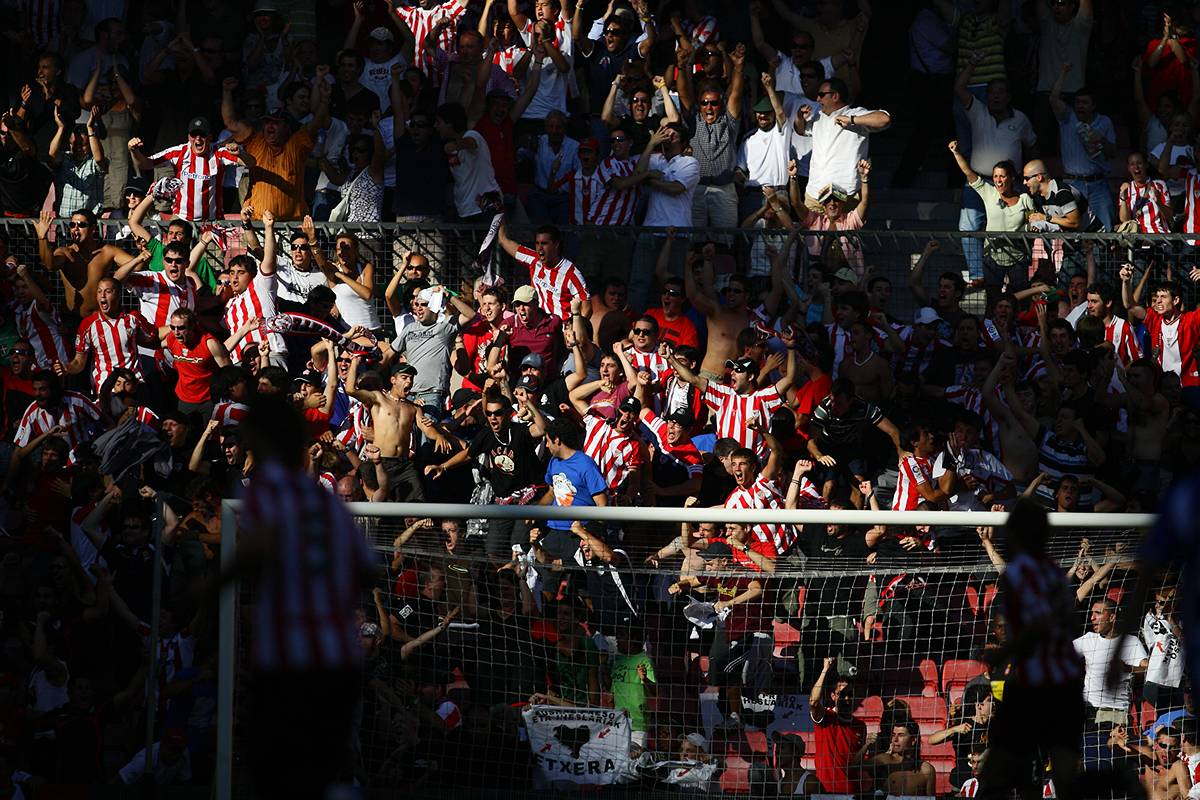
Supporters de l'Athletic Club au cours d'un match du championnat d'Espagne contre l'Espanyol de Barcelone, au stade San Mamés, de Bilbao, le 30 août 2009.

### Équipe réserve
Le Bilbao Athletic est le nom de l'équipe réserve de l'Athletic Club. Elle évolue en Primera Federación, ce qui correspond à la troisième division dans la hiérarchie espagnole.

### Équipe féminine
Le club possède une section féminine depuis 2002, qui a remporté 5 titres de championnes d'Espagne.

## Couleurs et logos

### Historique des couleurs
Alors que les premiers maillots du club sont rayés de bleu et blanc, le club opte en 1910 pour des rayures verticales rouges et blanches. Plusieurs raisons sont citées pour expliquer ce changement, la plus courante étant un hommage rendu aux clubs anglais de Sunderland AFC et Southampton FC, d'où venaient les fondateurs du club,, ouvriers anglais de l'industrie navale.

### Historique du logo
Le club a changé relativement souvent de logo au cours de son histoire, notamment lors de ses premières années.

Antérieur à 1903.
1903–1910
1910–1912
1912–1917
Années 1930.
1940 - 1972
Depuis 1995.
Depuis 1995. (Alternatif)

### Sponsors
L'Athletic Club a longtemps fait office d'exception dans la sphère du football européen, en étant une des dernières formations professionnelles à ne pas afficher de sponsor sur son maillot.
Lors de la saison 2004-2005, le club affiche en coupe d'Europe et coupe d'Espagne le mot Euskadi, dans une action de sponsoring du gouvernement basque. En 2008, le président du club Fernando Garcia Macua conclut un contrat de sponsoring maillot de trois ans avec la compagnie pétrolière basque Petronor. Mais depuis le début de la saison 2015-2016, le club basque a conclu un accord de sponsoring maillot de trois ans avec le groupe bancaire Kutxabank.
L'équipe féminine est sponsorisée par Euskaltel.

## Structures du club

### Stade San Mamés

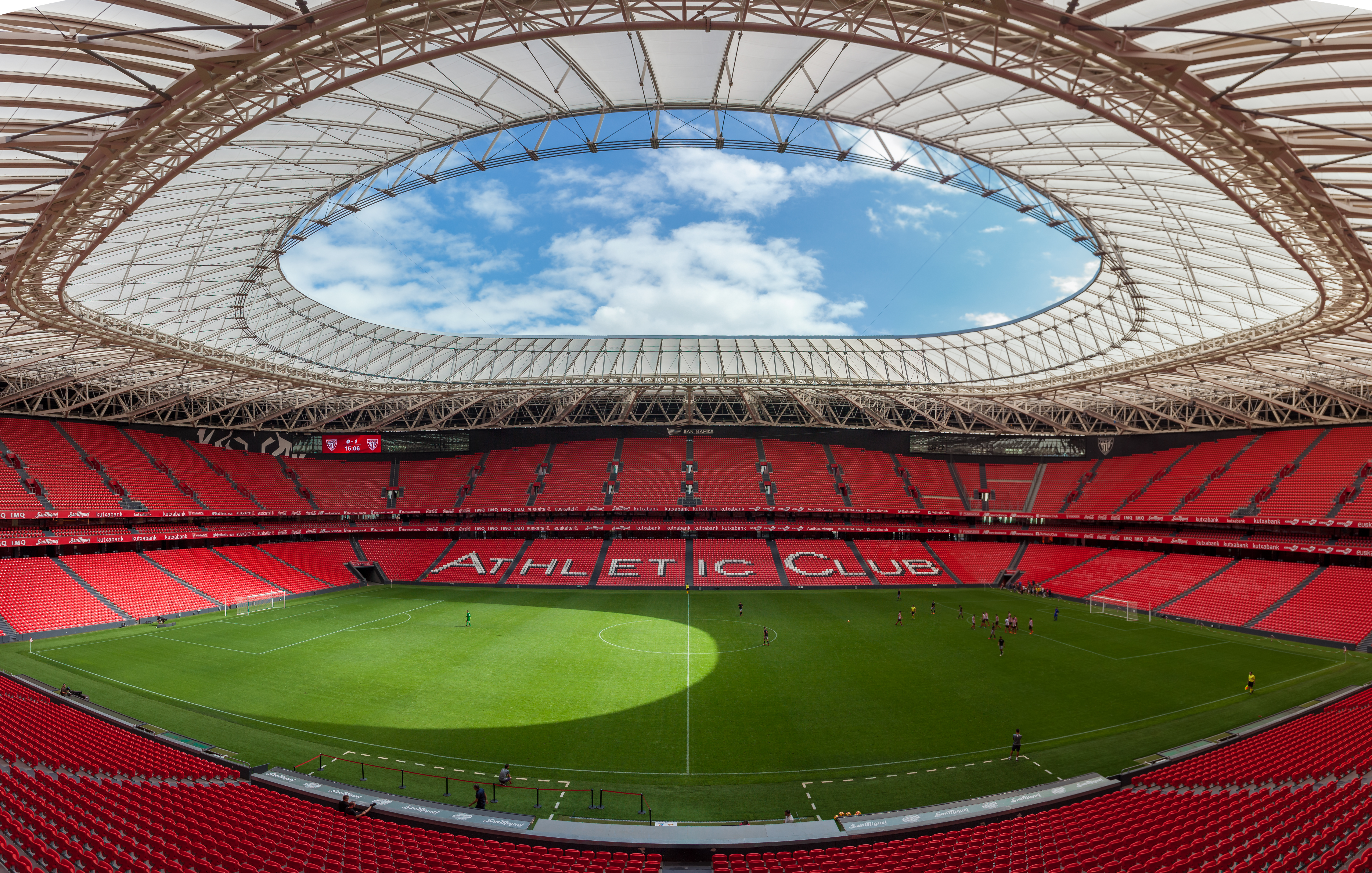
Intérieur du stade San Mamés.

Le club joue au stade San Mamés, situé à Bilbao. Il a été inauguré en 2013 et compte 53 289 places places et le coût des travaux s'élève à 160 millions d'euros. La fréquentation moyenne lors de la saison 2023-2024 de La Liga était de 46 112 places spectateurs, et La fréquentation record a eu lieu en avril 2024 avec 52 061 places participants, dans un match correspondant à la demi-finale de la Coupe d'Espagne 2023-2024.
San Mamés a accueilli la Super Coupe d'Espagne en 2015, la finale de la Coupe d'Europe de rugby à XV 2017-2018, la finale de l'Ligue des champions féminine 2024 et accueillera la finale de la Ligue européenne 2023-2024. Il a également été sélectionné pour accueillir la Coupe du monde de football 2030.

### Installations de Lezama

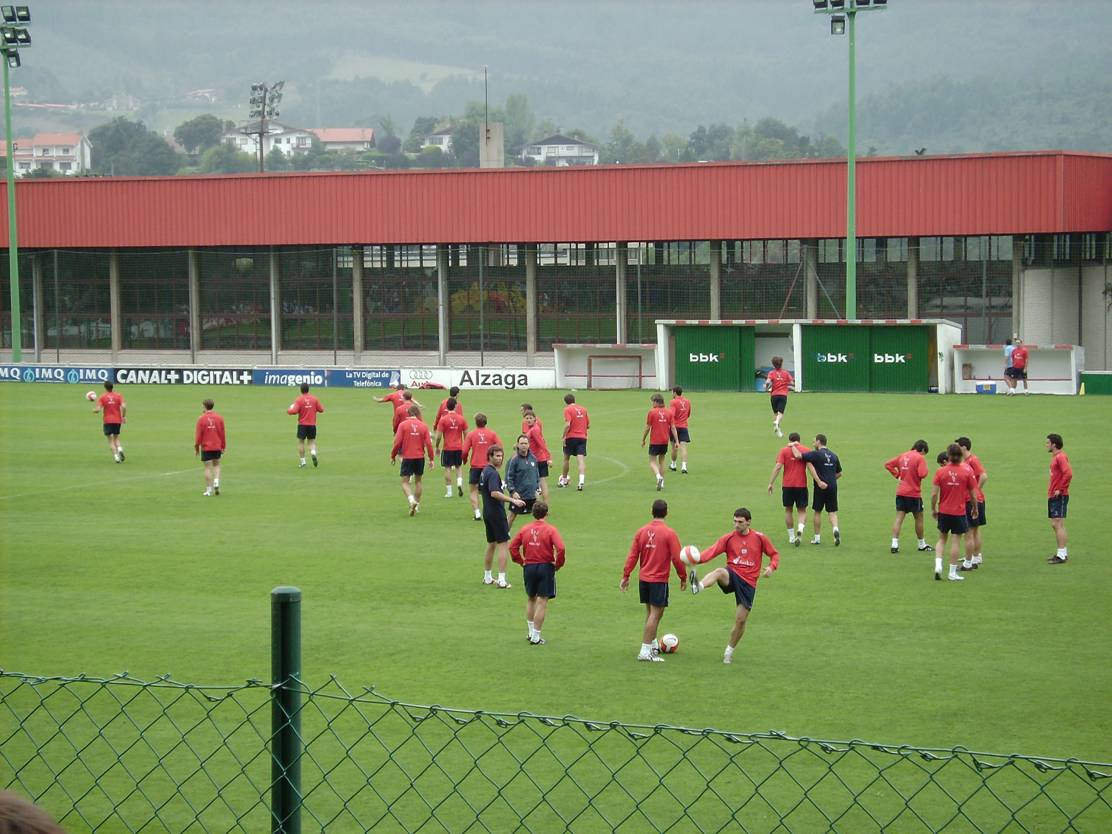
Lezama

Le complexe de Lezama est le centre d'entraînement des différentes équipes du club depuis son ouverture en 1971. Il compte notamment cinq terrains et le centre de formation du club.

## Personnalités du club

### Entraîneurs
| Entraîneurs de l'Athletic Club, | Entraîneurs de l'Athletic Club, | Entraîneurs de l'Athletic Club, | Entraîneurs de l'Athletic Club, |
| --- | --- | --- | --- |
| - Mr. Shepherd (1910-1911) - Billy Barnes (en) (1) (1914-1916) - Aucun entraîneur (1916-1920) - Billy Barnes (en) (2) (1920-1921) - Jack Burton (1921) - Juan Arzuaga (déc. 1921-1922) - Fred Pentland (1) (1922-1925) - Ralph Kirby (1925-1926) - Lippo Hertzka (1926-1928) - Máximo Royo (1928-1929) - Fred Pentland (2) (1929-1933) - Patricio Caicedo (es) (1933-août 1935) - José María Olabarria (nov. 1935) - William Garbutt (en) (déc. 1935-1936) - Perico Birichinaga (1938-déc. 1939) - Roberto Echevarría (déc. 1939-1940) - Juan Urquizu (es) (1940-nov. 1947) - Harry Bagge (en) (nov. 1947-1949) | - José Iraragorri (1949-1952) - Antonio Barrios (en) (1) (1952-1954) - Ferdinand Daučík (1954-1957) - Baltasar Albéniz (en) (1957-1958) - Martim Francisco (en) (1958-déc. 1960) - Juan Antonio Ipiña (en) (déc. 1960-1962) - Ángel Zubieta (en) (1962-1963) - Juan Otxoantezana (1963-1964) - Antonio Barrios (en) (2) (1964-1965) - Agustín Gaínza (1965-oct. 1968) - Rafael Iriondo (1) (oct. 1968-1969) - Ronnie Allen (1969-nov. 1971) - Salvador Artigas (nov. 1971-1972) - Milorad Pavić (1972-1974) - Rafael Iriondo (2) (1974-1976) - Koldo Aguirre (1976-1979) - Helmut Senekowitsch (1979-sept. 1980) - Iñaki Sáez (1) (sept. 1980-1981) | - Javier Clemente (1) (1981-janv. 1986) - Iñaki Sáez (2) (int.) (janv. 1986-1986) - José Ángel Iribar (1986-1987) - Howard Kendall (1987-nov. 1989) - Txetxu Rojo (1) (int.) (nov. 1989-1990) - Javier Clemente (2) (1990-mars 1991) - Iñaki Sáez (3) (mars 1991-fév. 1992) - Jesús Aranguren (en) (fév. 1992-1992) - Jupp Heynckes (1) (1992-1994) - Javier Irureta (1994-mars 1995) - José María Amorrortu (1) (int.) (mars 1995-1995) - Dragoslav Stepanović (en) (1995-mars 1996) - José María Amorrortu (2) (int.) (mars 1996-1996) - Luis Fernandez (1996-2000) - Txetxu Rojo (2) (2000-2001) - Jupp Heynckes (2) (2001-2003) - Ernesto Valverde (1) (2003-2005) - José Luis Mendilibar (2005-oct. 2005) | - Javier Clemente (3) (oct. 2005-2006) - Félix Sarriugarte (en) (2006-nov. 2006) - Mané (nov. 2006-2007) - Joaquín Caparrós (2007-2011) - Marcelo Bielsa (2011-2013) - Ernesto Valverde (2) (2013-2017) - José Ángel Ziganda (2017-2018) - Eduardo Berizzo (2018) - Gaizka Garitano (déc. 2018-janvier 2021) - Marcelino (janvier 2021-juin 2022) - Ernesto Valverde (3) (depuis juillet 2022) |

### Effectif professionnel actuel
Le premier tableau liste l'effectif professionnel de l'Athletic Club pour la saison 2025-2026. Le second recense les prêts effectués par le club lors de cette même saison.
En grisé, les sélections de joueurs internationaux chez les jeunes mais n'ayant jamais été appelés aux échelons supérieurs une fois l'âge-limite dépassé ou les joueurs ayant pris leur retraite internationale.

### Adversaires européens

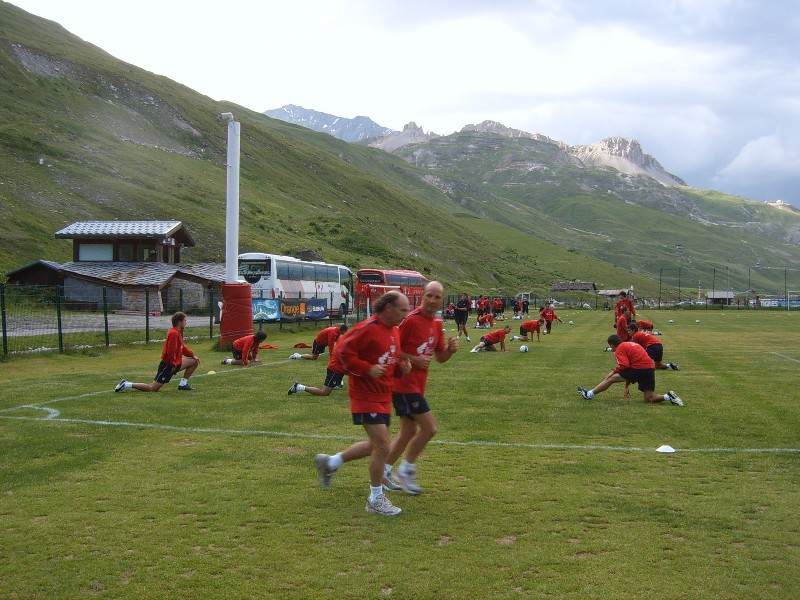
L'Athletic Club à l'entraînement à Tignes, en juillet 2006.

Les équipes en italique n'ont été rencontrées que dans le cadre de la Coupe Intertoto.
- FC Augsbourg
- Eintracht Brunswick
- Eintracht Francfort
- FC Magdebourg
- Schalke 04
- Werder Brême
- FK Austria Vienne (à 2 reprises)
- SK Rapid Vienne
- Red Bull Salzbourg
- Inter Bakou
- RSC Anderlecht
- KSK Beveren
- KRC Genk
- RFC de Liège
- Royal Antwerp FC
- RWD Molenbeek
- Standard de Liège
- BATE Borisov
- Beroe Stara Zagora
- Slaven Belupo
- Sparta Prague (à 2 reprises)
- Anorthosis Famagouste
- APOEL
- BK Frem
- Aston Villa (à 2 reprises)
- Liverpool FC (à 2 reprises)
- Manchester City
- Manchester United (à 2 reprises)
- Newcastle United
- Southampton
- Atlético Madrid
- FC Barcelone
- Séville FC
- Valence CF
- HJK Helsinki
- Girondins de Bordeaux (à 2 reprises)
- Olympique lyonnais
- Olympique de Marseille
- Paris SG
- Dinamo Tbilissi
- AEK
- Panathinaïkos
- Ferencváros (à 3 reprises)
- Honvéd Budapest
- Újpest FC (à 2 reprises)
- Hapoël Ironi Kiryat Shmona
- Juventus (à 3 reprises)
- AC Milan
- Naples
- Parme (à 2 reprises)
- Sampdoria
- Sassuolo
- Torino
- Ajax Amsterdam
- AZ Alkmaar
- Rosenborg
- Tromsø IL
- Lech Poznań
- CD Nacional
- FC Porto (à 2 reprises)
- Sporting Portugal (à 2 reprises)
- CFR Cluj
- Steaua Bucarest
- Lokomotiv Moscou
- Torpedo Moscou
- Dunfermline Athletic
- Rangers
- Étoile rouge de Belgrade
- OFK Belgrade
- Partizan Belgrade
- FC Bâle
- Servette Genève
- BSC Young Boys
- Slovan Bratislava
- MŠK Žilina
- Beşiktaş (à 2 reprises)
- Galatasaray
- Trabzonspor (à 2 reprises)
- Shakhtar Donetsk